# فتق مغزی
فتق مغزی (به انگلیسی: Brain herniation) زمانی رخ می‌دهد که بافت مغزی، مایع مغزی نخاعی∗ و رگ‌های خونی، در موقعیتی دور تر از مکان اصلی خود قرار گیرند یا درون ساختار جمجمه‌ای فشرده شوند.
هرنی مغزی با اثر جمعی تعدادی از عوامل افزاینده فشار، یک عارضه جانبی مرگبار محسوب شده که می‌تواند باعث افزایش فشار داخل جمجمه‌ای گردد.

## عوامل ایجاد کننده
شماری از عوامل در ایجاد این عارضه:
سکته مغزی و ادم مغزی
هیدروسفالی
ترومای مغزی
تومور مغزی∗
خونریزی
آبسه

## نشانگان∗
فردی با هرنی مغزی، دارای چندین نشانه می‌باشد.
هایپرتانسیون
تنفس نامنظم
نبض نامنظم
استفراغ نیز می‌تواند با توجه به در معرض فشار قرار گرفتن مرکز استفراغ در ناحیه پوسترما∗ در پیاز مغز ∗ رخ دهد.

## نشانگان

## رده‌بندی
دو نوع هرنی مغزی وجود دارد: بالای چادرینه و پایین چادرینه.
هرنی چادرینه فوقانی، از ساختار بالاتر و پایین‌تر از شکاف چادرینه تشکیل می‌شود.
1. اندام قدامی از شکنج هیپوکامپ (جابجایی رو به پایین از ساختار و به مجاور شکاف چادرینه)
2. مرکزی
3. سینگولیت (قشر مغزی در شکنج داخلی بین دو نیم کره مغز)
4. فتق خارجی در اثر فشار مغزی رو به بیرون (در جراحی که یک قطعه از جمجمه برداشته شده و دیگر جایگزین نشده)

هرنی چادرینه زیرین
1. هرنی لوزه‌ای
2. بسمت بالا (بسمت بالای مخچه)

پانویس

  - ^ Cerebrospinal fluid
  - ^ Intracranial pressure
  - ^  Brain tumor
  - ^  Syndrome
  - ^ Vomiting center
  - ^ Medulla oblongata

منابع

  1. ↑  David C. Dugdale, III, MD, Professor of Medicine, Division of General Medicine (۲۰۱۲/۲۹/۸). "Brain herniation" (به انگلیسی). Medline Plus. Retrieved 2013 20 May. {{cite web}}: Check date values in: |تاریخ بازبینی= و |تاریخ= (help)نگهداری یادکرد:نام‌های متعدد:فهرست نویسندگان (link)
  2. ↑  "Brain herniation" (به انگلیسی). THE FREE DICTIONARY. Retrieved 2013 19 May. {{cite web}}: Check date values in: |تاریخ بازبینی= (help)
  3. ↑  ساداتی، لیلی. گلچینی، احسان (۱۳۹۰)، «سوم»، تکنولوژی جراحی و اعصاب، جامعه‌نگر، ص. ص٫ ۶۸، شابک ۹۷۸۶۰۰۱۰۱۱۳۹۹
  4. ↑  "Brain herniation" (به انگلیسی). Medline Plus. ۲۰۱۲/۲۹/۸. Retrieved 2013 19 May. {{cite web}}: Check date values in: |تاریخ بازبینی= و |تاریخ= (help)
  5. ↑  Kristi Hudson RN MSN CCRN. "Signs and symptoms from Cingulate Herniation are not well defined, but thought to include:" (به انگلیسی). Archived from the original on 10 July 2011. Retrieved 2013 20 May. {{cite web}}: Check date values in: |تاریخ بازبینی= (help)

  - مشارکت‌کنندگان ویکی‌پدیا. «Brain herniation». در دانشنامهٔ ویکی‌پدیای انگلیسی، بازبینی‌شده در ۳۰ اردیبهشت ۱۳۹۲.

پیوند به بیرون

  - CNS Response to Injury Brain Herniation
  - Brain Herniation Diagrams

در ویکی‌انبار پرونده‌هایی دربارهٔ فتق مغزی موجود است.

| مغز              | - انسفالیت - انسفالیت ویروسی - انسفالیت ویروس هرپس - انسفالیت لیمبیک - انسفالیت لتارجیکا - ترومبوز سینوس کاورنوس - آبسه مغزی - آمیبی |
| مغز و طناب نخاعی | - انسفالومیلیتیس - حاد منتشره - مننژیت - مننگوانسفالیت                                                                               |

| خارج هرمی و اختلالات حرکتی | - بیماری عقده‌های قاعده‌ای - پارکینسونیسم - PD - پسا-انسفالتیک - NMS - PKAN - تاوپاتی - PSP - زوال استریاتونیگرال - همیبالیسموس - HD - OA - دیسکینزی - دیستونی - استاتوس دیستونیکوس - اسپاسمودیک توریتوکولیس - میگ - انقباضات پلک‌ها - حرکت‌پریشی - رقصاک - رقاص-پریشی - میوکلونوس - تشنج میوکلونوس - بی‌قراری حرکتی - لرزش - لرزش اساسی - لرزش تعمدی - پای بی‌قرار - مرد سخت |
| زوال عقل                   | - تاوپاتی - آلزایمر - زود-رس - زبان‌پریشی پیش‌رونده اولیه - زوال عقل پیشانی گیجگاهی/زوال عقل لویی پیشانی-گیجگاهی - پیک - زوال عقل اجسام لویی - زوال عقل با اجسام لویی - تضعیف قشر خلفی - زوال عقل عروقی |
| بیماری میتوکندریایی        | - نشانگان لی |

| حمله و صرع | - کانونی - صرع منتشر - بحران صرعی - برای بحث مفصل تر رجوع کنید به الگو:تشنج و صرع |
| سردرد      | - میگرن - خوشه‌ای - تنشی - برای بحث مفصل تر رجوع کنید به الگو:سردرد                |
| مغزی-عروقی | - TIA - سکته - برای بحث مفصل تر رجوع کنید به: الگو:بیماری‌های مغزی-عروقی           |
| سایر       | - اختلال خواب - برای بحث مفصل تر رجوع کنید به: الگو:خواب                          |

| خارج هرمی و اختلالات حرکتی | - بیماری عقده‌های قاعده‌ای - پارکینسونیسم - PD - پسا-انسفالتیک - NMS - PKAN - تاوپاتی - PSP - زوال استریاتونیگرال - همیبالیسموس - HD - OA - دیسکینزی - دیستونی - استاتوس دیستونیکوس - اسپاسمودیک توریتوکولیس - میگ - انقباضات پلک‌ها - حرکت‌پریشی - رقصاک - رقاص-پریشی - میوکلونوس - تشنج میوکلونوس - بی‌قراری حرکتی - لرزش - لرزش اساسی - لرزش تعمدی - پای بی‌قرار - مرد سخت |
| زوال عقل                   | - تاوپاتی - آلزایمر - زود-رس - زبان‌پریشی پیش‌رونده اولیه - زوال عقل پیشانی گیجگاهی/زوال عقل لویی پیشانی-گیجگاهی - پیک - زوال عقل اجسام لویی - زوال عقل با اجسام لویی - تضعیف قشر خلفی - زوال عقل عروقی |
| بیماری میتوکندریایی        | - نشانگان لی |

| حمله و صرع | - کانونی - صرع منتشر - بحران صرعی - برای بحث مفصل تر رجوع کنید به الگو:تشنج و صرع |
| سردرد      | - میگرن - خوشه‌ای - تنشی - برای بحث مفصل تر رجوع کنید به الگو:سردرد                |
| مغزی-عروقی | - TIA - سکته - برای بحث مفصل تر رجوع کنید به: الگو:بیماری‌های مغزی-عروقی           |
| سایر       | - اختلال خواب - برای بحث مفصل تر رجوع کنید به: الگو:خواب                          |

| زوال عصبی | \| SA \| - آتاکسی فردریس - آتاکسی-تلنجیکتزیا \| \| MND \| - صرفاً UMN: - اسکلروز جانبی اولیه - فلج شبه-پیازی - پاراپلژی اسپاستیک موروثی - صرفاً LMN: - نوروپاتی حرکتی دیستال موروثی - آتروفی‌های عضلانی نخاعی - SMA - SMAX1 - SMAX2 - DSMA1 - DSMA مادرزادی - آتروفی عضلانی نخاعی با غلبه در اندام تحتانی (SMALED) - SMALED1 - SMALED2A - SMALED2B - SMA-PCH - SMA-PME - آتروفی عضلانی پیش‌رونده - فلج پیازی پیش‌رونده - فازیو-لوند - فلج پیازی پیش‌رونده نوزادان - هردو: - اسکلروز جانبی آمیوتروفیک \| |
| SA        | - آتاکسی فردریس - آتاکسی-تلنجیکتزیا |
| MND       | - صرفاً UMN: - اسکلروز جانبی اولیه - فلج شبه-پیازی - پاراپلژی اسپاستیک موروثی - صرفاً LMN: - نوروپاتی حرکتی دیستال موروثی - آتروفی‌های عضلانی نخاعی - SMA - SMAX1 - SMAX2 - DSMA1 - DSMA مادرزادی - آتروفی عضلانی نخاعی با غلبه در اندام تحتانی (SMALED) - SMALED1 - SMALED2A - SMALED2B - SMA-PCH - SMA-PME - آتروفی عضلانی پیش‌رونده - فلج پیازی پیش‌رونده - فازیو-لوند - فلج پیازی پیش‌رونده نوزادان - هردو: - اسکلروز جانبی آمیوتروفیک                                                              |

| SA  | - آتاکسی فردریس - آتاکسی-تلنجیکتزیا |
| MND | - صرفاً UMN: - اسکلروز جانبی اولیه - فلج شبه-پیازی - پاراپلژی اسپاستیک موروثی - صرفاً LMN: - نوروپاتی حرکتی دیستال موروثی - آتروفی‌های عضلانی نخاعی - SMA - SMAX1 - SMAX2 - DSMA1 - DSMA مادرزادی - آتروفی عضلانی نخاعی با غلبه در اندام تحتانی (SMALED) - SMALED1 - SMALED2A - SMALED2B - SMA-PCH - SMA-PME - آتروفی عضلانی پیش‌رونده - فلج پیازی پیش‌رونده - فازیو-لوند - فلج پیازی پیش‌رونده نوزادان - هردو: - اسکلروز جانبی آمیوتروفیک |
| - ن - ب - و نوروتروما | - ن - ب - و نوروتروما |
| --------------------- | --- |
| ضربه مغزی             | - خونریزی مغزی - درون-محوری - Intraparenchymal hemorrhage - Intraventricular hemorrhage - برون-محوری - ساب‌دورال - اپی‌دورال - زیر عنکبوتیه - فتق مغزی - Cerebral contusion - Cerebral laceration - Concussion - Post-concussion syndrome - Second-impact syndrome - دیمنشیا پیوجیلیستیکا - دیمنشیا پیوجیلیستیکا - Diffuse axonal injury - Abusive head trauma - Penetrating head injury |
| آسیب طناب نخاعی       | - Anterior spinal artery syndrome - Brown-Séquard syndrome - نشانگان دم اسب - Central cord syndrome - پاراپلژی - Posterior cord syndrome - Spinal cord injury without radiographic abnormality - فلج چهاراندام (کوادریپلژیا) |
| دستگاه عصبی پیرامونی  | - آسیب عصب - آسیب عصبی - classification - فساد والرین - Injury of accessory nerve - Brachial plexus injury - Traumatic neuroma |
| آیکون خرد | این یک مقالهٔ خرد پزشکی است. می‌توانید با گسترش آن به ویکی‌پدیا کمک کنید. |